# 小行星8985
小行星8985（英語：8985 Tula）是一颗围绕太阳公转的小行星。1978年8月9日，尼古拉·切爾尼赫、柳德米拉·切爾尼赫在纳昂切尼奇发现了此天体。
这颗小行星的绝对星等为23.32447等。